# Filippo I di Pomerania
Filippo I di Pomerania, in lingua tedesca Philipp I von Pommern-Wolgast (Stettino, 14 luglio 1515 – Wolgast, 14 febbraio 1560), appartenente al casato dei Greifen, fu duca di Pomerania-Wolgast.
Era l'unico figlio maschio, giunto alla maggiore età, del duca di Pomerania Giorgio I (1493 – 1531) e di Amalia del Palatinato (1490 – 1525).

## Biografia

### Gli inizi
Dopo la morte della madre, avvenuta quando lui era appena decenne, fu educato ad Heidelberg presso la corte dei nonni materni. Morto anche il padre, il sedicenne Filippo iniziò ad occuparsi degli affari del proprio ducato. Dallo zio paterno Barnim IX di Pomerania ricevette il ducato di Pomerania-Wolgast nel 1532, con la scadenza a nove anni, ma fu riconfermato fino alla sua morte. Come consiglieri ebbe fra gli altri Jobst von Dewitz, che ne divenne cancelliere, Rüdiger von Massow e Nikolaus Brun. Ebbe anche come segretario lo storico e cronista dell'epoca Thomas Kantzow.

### I rapporti con la matrigna
Si trattò inizialmente di disciplinare i rapporti con la non amata matrigna, Margherita di Brandeburgo. Nel 1533 egli dovette assicurare alla matrigna, in forza del contratto matrimoniale del 1530 con il padre, le rendite da questo previste, consistenti nei servizi di Barth, Tribsees, Grimmen e Klempenow. Tuttavia già un anno dopo ella si risposò in seconde nozze con Giovanni IV di Anhalt (1504 – 1551).

### Il governo
All'assunzione del governo egli trovò il ducato nella confusione politica e religiosa. La Riforma aveva raggiunto il dominio sul luogo ed egli, volendo utilizzarne il potere, non poteva rinviarne il riconoscimento.
Entrambi i duchi quindi decisero di introdurre Riforma. Il 13 dicembre del 1534 essi relazionarono in proposito al Parlamento di Trzebiatów sul Rega ed invitarono a parteciparvi il vescovo di Cammin Erasmo di Manteuffel-Arnhausen, i nobili della città, il rappresentante evangelico delle città di Stralsund, Christian Ketelhut, di Stettino, Paul von Rode, di Greifswald Giovanni Knipstro, di Stargard, Hermann Riecke, di Stolp Jacob Hogensee, così pure il compagno di lotta di Lutero Giovanni Bugenhagen, che era originario della Pomerania. Tuttavia la proposta fallì per l'opposizione della nobiltà, ma ciò nonostante Bugenhagen fu incaricato di studiare un assetto religioso per la Pomerania. Questo progetto fu posto in atto in forma non ufficiale.
Così la Riforma poté essere applicata progressivamente alla Pomerania grazie ad importanti rappresentanti evangelici quali Paul von Rode e Johannes Knipstro. Dopo la morte del vescovo di Camin, Erasmo di Manteuffel-Arnhausen (1475 – 1544), la strada verso al riforma era spianata. Dopo la rinuncia di Giovanni Bugenhagen, la sede vescovile di Camin, ora evangelica, fu affidata a Bartolomeo Suawe (1494 – 1566).

### L'alleanza con i principi protestanti
Il 27 febbraio 1536 Filippo sposò a Torgau (Sassonia) Maria di Sassonia (1515–1583), figlia di Giovanni, detto il Costante e sorellastra del Principe elettore di Sassonia Giovanni Federico e nell'aprile dello stesso anno si recò con il fratello Barnim a Francoforte per aderire alla Lega di Smalcalda. Dopo la sconfitta protestante di Mühlberg (24 aprile 1547), Filippo temette la persecuzione da parte di Carlo V. Si poteva tuttavia calmare l'incollerito imperatore mediante il pagamento di una sanzione pecuniaria. A causa del mutato stato di fatto divenne più difficile anche l'opera di Suawe il quale si dimise e subito dopo un vescovo cattolico aspirò alla posizione, volendo ripristinare i precedenti rapporti e sottomettere nuovamente la Chiesa locale alla Santa Sede.
Il tentativo non ebbe fortuna e Filippo, per assicurarsi la Chiesa locale, pose il suo figlio più anziano, Giovanni Federico sulla cattedra vescovile, fece rivedere l'impostazione della Chiesa redatta da Bugenhagen, e si sforzò di dirimere i dissidi teologici emersi nel suo paese.

### La cura del ducato

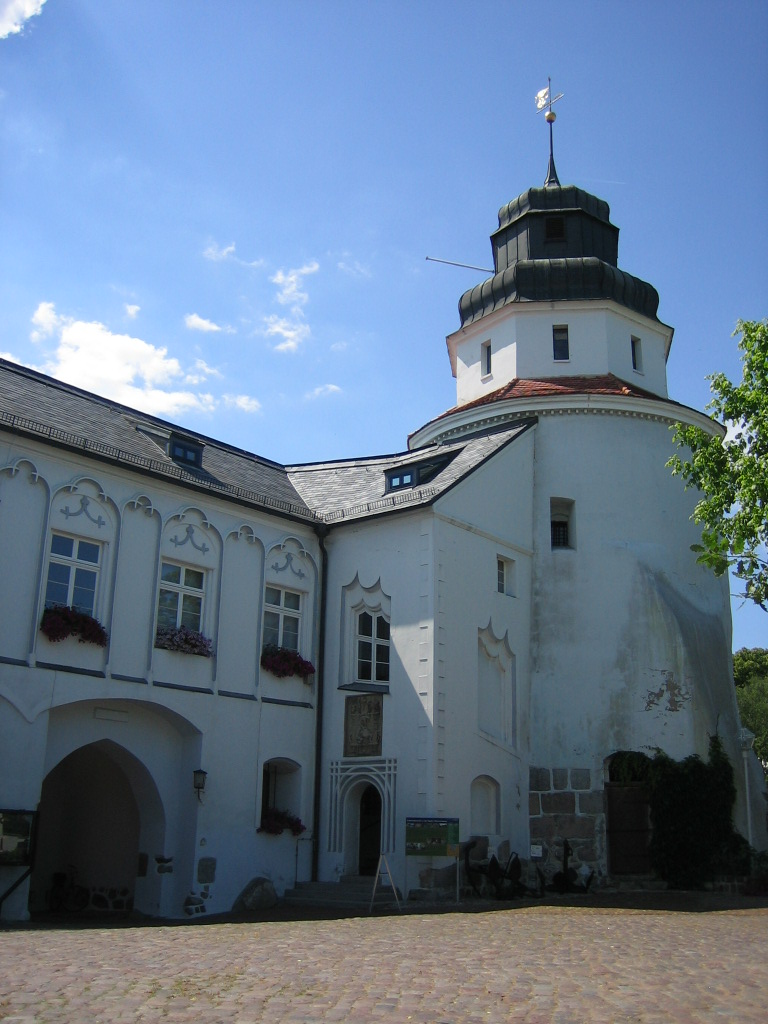
Castello di Ueckermünde con ingresso e torrione

Dopo che Filippo ebbe istituito in Wolgast un proprio tribunale di corte, si dedicò egli stesso alla cura della giustizia prendendo anche parte personalmente ai processi. Egli promosse anche i trasporti ed il commercio nel suo paese. Nel 1540 riuscì a comporre la controversia che si trascinava fin dal 1534 con la nobiltà, ricevendone il plauso generale. Negli ultimi anni del suo governo ebbe come suoi principali consiglieri Giacomo di Zitzewitz, Valentino di Eickstedt, ed Ulrico di Schwerin che rimasero consiglieri anche dopo la morte di Filippo. Della sua particolare fiducia inoltre godeva il suo Segretario personale Michael Küssow (†1558), al quale succedette nell'incarico, dopo la morte, il figlio Cristiano.
Filippo morì il 14 febbraio 1560 a Wolgast e la sua salma fu inumata nella cripta della chiesa di san Pietro.

## Opere architettoniche

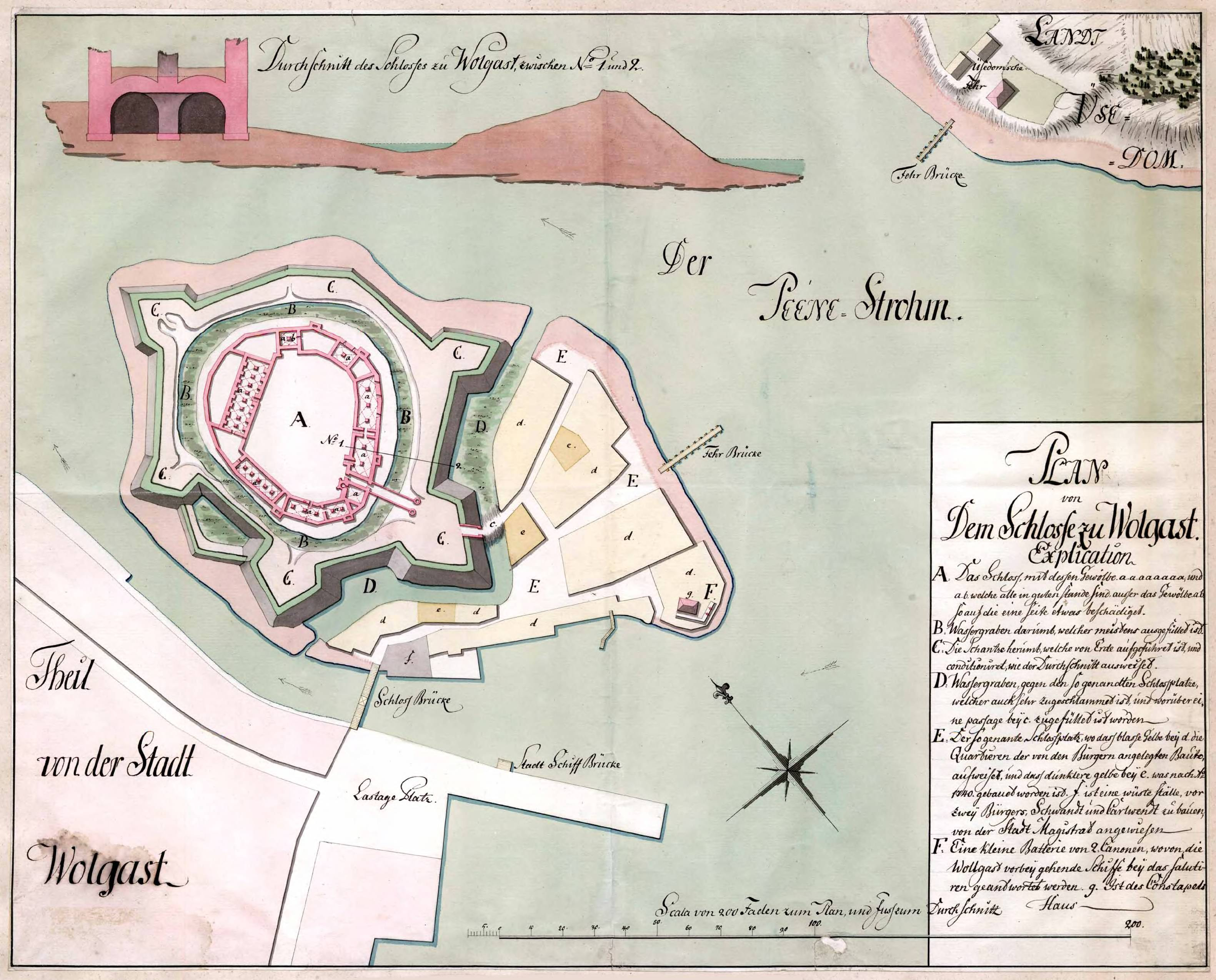
Pianta del castello di Wolgast, redatta verso la metà del XVIII secolo

Dal 1540 al 1546 Filippo fece ampliare la rocca ducale di Uecker nel Castello di Ueckermünde, ove è scolpito un suo ritratto in rilievo. La residenza ducale, il castello di Wolgast, che si trova su un'isola del Peenestrom, fu eretto in più fasi ma l'11 dicembre 1557 scoppiò un grosso incendio che ne distrusse una parte considerevole. Filippo ne avviò la ricostruzione ma non visse abbastanza per vederla compiuta.

## Discendenza
Dal matrimonio con Maria di Sassonia nacquero sette maschi e tre femmine:
- Giorgio (1540 – 1544)
- Giovanni Federico (1542 – 1600), duca di Pomerania-Stettino e vescovo evangelico di Cammin, sposò Erdmut, figlia del Principe elettore Giovanni Giorgio di Brandeburgo;
- Boghislao (1544 – 1606), che divenne duca di Pomerania-Barth, di Pomerania-Rügenwalde e poi di Pomerania-Stettino come Boghislao XIII, sposò Clara di Braunschweig-Lüneburg;
- Ernesto Ludovico (1545 – 1592), duca di Pomerania-Stettino, sposò Sofia Edvige (1561 – 1631), figlia di Giulio di Brunswick-Lüneburg;
- Amelia (1547 – 1580)
- Barnim (1549 – 1603), duca di Pomerania-Rügenwalde, quindi di Pomerania-Wolgast e Pomerania-Stettino, sposò Anna Maria, figlia del Principe Elettore Giovanni Giorgio di Brandeburgo
- Erich (1551 – 1551)
- Margherita (1553 –1581), sposò il duca Francesco II di Lauenburg
- Anna (1554 – 1626), sposò il duca Ulrico III di Meclemburgo-Güstrov;
- Casimiro (1557 – 1605), duca di Pomerania-Rügenwalde e vescovo evangelico di Cammin.

## Ascendenza
|                                            |                            |                                       | Genitori                                      |  |  | Nonni |  |  | Bisnonni                     |  |  | Trisnonni                                  |  |
|                                            |                            |                                       |                                               |  |  |       |  |  | Eric II di Pomerania-Wolgast |  |  | Wartislaw IX, VI duca di Pomerania-Wolgast |  |
|                                            |                            |                                       |                                               |  |  |       |  |  | Eric II di Pomerania-Wolgast |  |  | Wartislaw IX, VI duca di Pomerania-Wolgast |  |
|                                            |                            | duchessa Sophia von Sachsen-Lauenburg |                                               |  |  |       |  |  | Eric II di Pomerania-Wolgast |  |  |                                            |  |
| Boghislao X di Pomerania                   |                            |                                       |                                               |  |  |       |  |  | Eric II di Pomerania-Wolgast |  |  |                                            |  |
|                                            |                            | duchessa Sofia di Pomerania-Stolp     | Bogislaw IX, VI duca di Pomerania-Stolp       |  |  |       |  |  |                              |  |  |                                            |  |
|                                            |                            | duchessa Sofia di Pomerania-Stolp     | Bogislaw IX, VI duca di Pomerania-Stolp       |  |  |       |  |  |                              |  |  |                                            |  |
|                                            |                            | duchessa Sofia di Pomerania-Stolp     | duchessa Maria di Masovia                     |  |  |       |  |  |                              |  |  |                                            |  |
| Giorgio I di Pomerania                     |                            | duchessa Sofia di Pomerania-Stolp     |                                               |  |  |       |  |  |                              |  |  |                                            |  |
|                                            |                            | Casimiro IV di Polonia                | Ladislao II Jagellone                         |  |  |       |  |  |                              |  |  |                                            |  |
|                                            |                            | Casimiro IV di Polonia                | Ladislao II Jagellone                         |  |  |       |  |  |                              |  |  |                                            |  |
|                                            |                            | Casimiro IV di Polonia                | principessa Sofija Alšėniškė                  |  |  |       |  |  |                              |  |  |                                            |  |
| principessa Anna Jagellona                 |                            | Casimiro IV di Polonia                |                                               |  |  |       |  |  |                              |  |  |                                            |  |
|                                            |                            | principessa Elisabetta d'Asburgo      | Alberto II d'Asburgo                          |  |  |       |  |  |                              |  |  |                                            |  |
|                                            |                            | principessa Elisabetta d'Asburgo      | Alberto II d'Asburgo                          |  |  |       |  |  |                              |  |  |                                            |  |
|                                            |                            | principessa Elisabetta d'Asburgo      | principessa Elisabetta di Lussemburgo         |  |  |       |  |  |                              |  |  |                                            |  |
| Filippo I, I duca di Pomerania-Wolgast     |                            | principessa Elisabetta d'Asburgo      |                                               |  |  |       |  |  |                              |  |  |                                            |  |
|                                            | Ludovico IV del Palatinato | Ludovico III del Palatinato           |                                               |  |  |       |  |  |                              |  |  |                                            |  |
|                                            | Ludovico IV del Palatinato | Ludovico III del Palatinato           |                                               |  |  |       |  |  |                              |  |  |                                            |  |
|                                            | Ludovico IV del Palatinato | principessa Matilde di Savoia-Acaia   |                                               |  |  |       |  |  |                              |  |  |                                            |  |
| Filippo del Palatinato                     | Ludovico IV del Palatinato |                                       |                                               |  |  |       |  |  |                              |  |  |                                            |  |
|                                            |                            | principessa Margherita di Savoia      | Amedeo VIII, I duca di Savoia                 |  |  |       |  |  |                              |  |  |                                            |  |
|                                            |                            | principessa Margherita di Savoia      | Amedeo VIII, I duca di Savoia                 |  |  |       |  |  |                              |  |  |                                            |  |
|                                            |                            | principessa Margherita di Savoia      | duchessa Maria di Borgogna                    |  |  |       |  |  |                              |  |  |                                            |  |
| principessa Amalie del Palatinato          |                            | principessa Margherita di Savoia      |                                               |  |  |       |  |  |                              |  |  |                                            |  |
|                                            |                            | Ludovico IX di Baviera-Landshut       | Enrico XVI di Baviera-Landshut                |  |  |       |  |  |                              |  |  |                                            |  |
|                                            |                            | Ludovico IX di Baviera-Landshut       | Enrico XVI di Baviera-Landshut                |  |  |       |  |  |                              |  |  |                                            |  |
|                                            |                            | Ludovico IX di Baviera-Landshut       | duchessa Margherita d'Asburgo                 |  |  |       |  |  |                              |  |  |                                            |  |
| principessa Margherita di Baviera-Landshut |                            | Ludovico IX di Baviera-Landshut       |                                               |  |  |       |  |  |                              |  |  |                                            |  |
|                                            |                            | principessa Amalia di Sassonia        | Friedrich II, VII elettore e duca di Sassonia |  |  |       |  |  |                              |  |  |                                            |  |
|                                            |                            | principessa Amalia di Sassonia        | Friedrich II, VII elettore e duca di Sassonia |  |  |       |  |  |                              |  |  |                                            |  |
|                                            |                            | principessa Amalia di Sassonia        | duchessa Margherita d'Austria                 |  |  |       |  |  |                              |  |  |                                            |  |
|                                            |                            | principessa Amalia di Sassonia        |                                               |  |  |       |  |  |                              |  |  |                                            |  |